# نظام رئاسي
| أنظمة الحكم الجمهورية: |
| جمهوريات رئاسية برئاسة تنفيذية منفصلة عن الهيئة التشريعية جمهوريات شبه رئاسية برئاسة تنفيذية ورئيس منفصل للحكومة يقود بقية السلطة التنفيذية، والذي يُعينه الرئيس ويكون مسؤولاً أمام الهيئة التشريعية جمهوريات برلمانية ذات رئيس شرفي وغير تنفيذي، حيث يقود رئيس الحكومة السلطة التنفيذية ويعتمد على ثقة المجلس التشريعي جمهوريات يُنتخب أو يُسمى فيها رئيس للدولة وللحكومة من قبل الهيئة التشريعية وقد يخضع أو لا يخضع لثقة البرلمان جمهورية مستقلة عن المجلس، حيث يكون فيها الرئيس أو حكومة المديرين على رأس الحكومة وتنتخبه الهيئة التشريعية، ولكنه مستقل عنها وغير مسؤول أمامها جمهورية ثِيُقراطية، حيث يتمتع القائد الأعلى (أو المرشد الأعلى) بسلطة تنفيذية وتشريعية كبيرة |

| أنظمة الحكم الملكية: |
| ملكيات دستورية، مع عاهل شرفي وغير تنفيذي، حيث يقود رئيس منفصل للحكومة السلطة التنفيذية ملكيات شبه دستورية، مع عاهل يتمتع بسلطة تنفيذية أو تشريعية كبيرة ملكيات مطلقة، حيث تكون السلطة بيد العاهل |

| دول الحزب الواحد (جمهوريات من حيث المبدأ) دول ذات نظام المجلس العسكري: لجنة من القادة العسكريين تسيطر على الحكومة، دول عُلقت فيها الأحكام الدستورية الخاصة بالحكومة دول ذات حكومة مؤقتة: لا يوجد أي أساس دستوري محدد لأنظمتها الحالية الأقاليم التابعة أو الأماكن التي لا توجد بها حكومات |

النظام الرئاسي هو نظام حكم يقوم على فصلٍ صارم بين السلطات التنفيذية (الرئيس) والتشريعية (البرلمان) والقضائية ويمنح صلاحيات واسعة للرئيس، في حين يتميز النظام شبه الرئاسي بانتخاب الرئيس لكن الحكومة تنبثق من البرلمان وتكون مسؤولة أمامه وأمام الرئيس.
تتمركز السلطة التنفيذية في يدي الرئيس الذي يُنتخب عن طريق الاقتراع العام المباشر، ويُشكل حكومة لتنفيذ برنامجه السياسي تكون مسؤولة أمامه وليس أمام البرلمان كما هو الحال في النظام البرلماني. وبحكم الفصل الصارم بين السلطات فإن البرلمان ليست له صلاحية إسقاط الحكومة كما أنها في المقابل لا تملك صلاحية حله.
تتجمع السلطة التنفيذية في يد واحدة؛ وهي يد رئيس الدولة وحده، الذي يجمع بين صفتي رئيس الدولة ورئيس الحكومة، ويملك اختصاصات وصلاحيات الصفتين. ويساعد الرئيس في القيام بمهامه مجموعة من المعاونين أو المساعدين ؛ يأتي في مقدمتهم الأمناء أو السكرتاريون، وليسوا وزراء.
يُؤخذ على هذا النظام قصوره في تسيير الخلاف السياسي المؤسساتي، فنشوب أي خلاف بين الرئيس والبرلمان قد يؤدي بالبلاد إلى أزمة شاملة تشل أجهزة الدولة وتعطل الاقتصاد، كما يُؤخذ عليه مركزية منصب الرئيس، الذي يهمش دورَ حزبه.

## تاريخ
تعود أصول النظام الرئاسي إلى النظام الملكي في العصور الوسطى في فرنسا، بريطانيا واسكتلندا التي كانت فيها السلطات التنفيذية تصدر أوامرها من التاج الملكي وليس من اجتماعات مجلس الأعيان (البرلمان).
رأى مونتسكيو أن تداخل السلطات يُؤثر سلبا على النظام الديمقراطي دافعا في ذلك بأن تناغم البرلمان والحكومة (الأغلبية والحكومة المنبثقة عنها) قد يكون عامل تواطئ في التسيير، كما أنَّ الحكومة قد تُحكم قبضتها على البرلمان نتيجة الولاء السياسي لأعضائه، مما يُفرغ مهمته الرقابية من مضمونها ويقضي عليه كسلطة ضامنة للتوازن. سادت نماذج هذا النظام في الغرب بريادة تاريخية للولايات المتحدة التي أخذت بالنظام الرئاسي عام 1787م، وقد أثرت أفكار لوك ومونتسكيو على الجمعية التأسيسية التي انعقدت في فيلاديلفيا في تلك السنة.
ورغم النجاح الباهر لهذا النظام في الولايات المتحدة، فإن تجربة النظام الرئاسي في الديمقراطيات الأوروبية والأمريكية اللاتينية كانت مريرة، مما أجبرها على اعتماد نظام مختلط أو شبه الرئاسي. ففي أوروبا، تسبب الصراع المتواصل بين السلطات التنفيذية والتشريعية في أزمات عدم استقرار سياسي مزمنة. وفي أميركا اللاتينية، تحولت هذه الصراعات إلى انقلابات عسكرية، أو إصدار الرئيس لمراسيم تنفيذية متجاوزا البرلمان. وقد أوجد هذا الواقع بيئة سياسية غير صحية وتسبب في انتكاسة كبرى للديمقراطية.
أقرت فرنسا النظام الرئاسي في دستور 1848 لكن الصراع السياسي بين السلطة التنفيذية والتشريعية أنهى تلك التجربة بانقلاب عسكري قاده لويس نابليون بونابارت. ونص دستور الجمهورية الفرنسية الخامسة (1958) على اعتماد النظام المختلط، وتكرس ذلك بانتخاب رئيس الجمهورية عبر الاقتراع العام المباشر منذ 1962. تعتمد فنلندا وإيرلندا والنمسا النظام المختلط، كما طبقته غالبية دول أوروبا الشرقية بعد سقوط الاتحاد السوفياتي عام 1990.

## الخصائص
في نظام رئاسي مكتمل، يُختار السياسي ليكون رئيسًا للحكومة، على نحو مباشر، من قبل الجمهور، أو على نحو غير مباشر، عبر الحزب الفائز. رئيس الحكومة هذا، باستثناء بيلاروس وكازاخستان، هو أيضًا رأس الدولة، ولذلك فهو يدعى رئيسًا. قد يكون منصب رئيس الوزراء قائمًا أيضًا في النظام الرئاسي، ولكن على خلاف النظم شبه الرئاسية أو النظم البرلمانية، يكون رئيس الوزراء مسؤولا أمام الرئيس وليس أمام الهيئة التشريعية.
تنطبق الخصائص التالية، على نحو عام، على الحكومات الرئاسية العديدة في جميع أنحاء العالم:
- بوسع السلطة التنفيذية استخدام حق النقض ضد القوانين التشريعية، في المقابل، يجوز لغالبية ساحقة من المشرعين إبطال حق النقض. يُستمد حق النقض، على نحو عام، من تقليد الموافقة الملكية البريطاني الذي لا يمكن بموجبه سن قانون برلماني إلا بموافقة الملك.
- للرئيس ولاية محددة. تُجري الانتخابات في أوقات منتظمة، ولا يمكن البدء فيها عبر التصويت بسحب الثقة أو بإجراءات برلمانية أخرى، على الرغم من وجود استثناء في بعض البلدان ينص على عزل الرئيس الذي يتبين أنه خالف أحد القوانين.
- تتمثل السلطة التنفيذية في شخص واحد. يعمل أعضاء مجلس الوزراء وفقًا لمشيئة الرئيس ويجب عليهم تنفيذ سياسات السلطتين التنفيذية والتشريعية. الوزراء أو رؤساء الإدارات التنفيذية ليسوا أعضاء في الهيئة التشريعية. غير أن النظم الرئاسية تحتاج، في كثير من الأحيان، إلى موافقة تشريعية على الترشيحات التنفيذية لمجلس الوزراء والهيئة القضائية ومختلف المناصب الحكومية الدنيا. يمكن للرئيس، على نحو عام، توجيه أعضاء مجلس الوزراء أو الجيش أو أي مسؤول أو موظف في السلطة التنفيذية، ولكنه لا يستطيع توجيه القضاة أو يعزلهم.
- يمكن للرئيس في كثير من الأحيان أن يعفو عن المجرمين المدانين أو يخفف من أحكام عقوبتهم.

## الحكومات دون الوطنية في العالم
يمكن تشكيل الحكومات دون الوطنية، وعادة الدول، كنظم رئاسية. جميع حكومات الولايات في الولايات المتحدة تستخدم النظام الرئاسي، حتى وإن لم يكن ذلك مطلوبًا دستوريًا. على الصعيد المحلي، تستخدم مدن كثيرة نظام حكومة مدير المجلس، وهو ما يعادل النظام البرلماني، على الرغم من أن منصب مدير المدينة عادة ما يكون منصبًا غير سياسي. تستخدم بعض البلدان، التي لا يكون نظامها على الصعيد الوطني نظامًا رئاسيًا، شكلًا من أشكال هذا النظام على الصعيد دون الوطني أو الصعيد المحلي. من الأمثلة على ذلك اليابان، حيث تستخدم الحكومة الوطنية النظام البرلماني، ولكن حكومات المحافظات والبلديات بها حكام وعُمد يُنتخبون بصورة مستقلة عن الجمعيات والمجالس المحلية.

## المزايا
يدعي المؤيدون، على نحو عام، أن الأنظمة الرئاسية تتمتع بأربع مزايا أساسية:
- الانتخابات المباشرة ـــــــــ في النظام الرئاسي، غالبًا ما ينتخب الشعب الرئيس مباشرة. هذا من شأنه أن يجعل سلطة الرئيس أكثر شرعية من سلطة زعيم عُين على نحو غير مباشر. غير أن هذه ليست سمة ضرورية من سمات النظام الرئاسي. بعض الولايات الرئاسية لديها رئيس دولة منتخب على نحو غير مباشر.
- الفصل بين السلطات ــــــــ ينشئ النظام الرئاسي الرئاسة والهيئة التشريعية بوصفهما هيئتين متوازيين. يسمح ذلك لكل هيئة برصد الآخر ومراقبته، ومنع إساءة استخدام السلطة.
- السرعة والحسم ــــــــ عادة ما يكون بوسع رئيس يتمتع بسلطات قوية أن يشرع في إحداث تغييرات سريعة. غير أن الفصل بين السلطات يمكن أن يبطئ النظام أيضًا.
- الاستقرار ـــــــــ قد يوفر الرئيس، المنتخب لفترة ولاية محددة، قدرًا من الاستقرار أكبر من ذلك الذي قد يمنحه رئيس الوزراء، الذي يمكن عزله في أي وقت.

## جمهوريات بنظام رئاسي
الخط المائل  يشير للدول ذات الاعتراف المحدود.
- أفغانستان
- أنغولا
- الأرجنتين
- بنين
- بوليفيا
- البرازيل
- بوروندي
- تشيلي
- كولومبيا
- جزر القمر
- كوستاريكا
- قبرص
- جمهورية الدومينيكان
- الإكوادور
- السلفادور
- غامبيا
- غانا
- غواتيمالا
- هندوراس
- إندونيسيا
- إيران
- كينيا
- ليبيريا
- مالاوي
- المالديف
- المكسيك
- نيكاراغوا
- نيجيريا
- بالاو
- بنما
- باراغواي
- الفلبين
- سيشل
- سيراليون
- أرض الصومال
- جنوب السودان
- تركيا
- تركمانستان
- الولايات المتحدة
- الأوروغواي
- فنزويلا
- زامبيا
- زيمبابوي

### أنظمة رئاسية بمنصب رئيس وزراء
- روسيا البيضاء
- تونس
- الكاميرون
- جمهورية أفريقيا الوسطى
- تشاد
- جمهورية الكونغو
- جيبوتي
- الغابون
- غينيا
- غيانا
- ساحل العاج
- كوريا الجنوبية
- البيرو
- السودان
- طاجيكستان
- تانزانيا
- توغو
- أوغاندا
- أوزبكستان